# Milan (nome)
Milan (in cirillico: Милан) è un nome proprio di persona slavo maschile.

## Varianti
Femminili
- Milena

Maschili
- Bulgaro: Милен (Milen)[1]
- Croato
  - Alterati: Milenko[1]
- Serbo
  - Alterati: Миленко (Milenko)

### Varianti in altre lingue
- Ungherese: Milán

## Origine e diffusione
Si basa sull'elemento slavo mil, che significa "gentile", "amorevole", "grazioso" (alla stessa radice risalgono anche i nomi Milko e Milo). In origine, costituiva un ipocoristico di tutti quei nomi slavi che cominciavano con Mil-, quali ad esempio Milorad, Miloslav e via dicendo.
Presente nella maggioranza delle lingue slave (è attestato in bulgaro, ceco, croato, macedone, russo, serbo, slovacco e sloveno), ha una notevole diffusione anche in olandese, tanto che risultò l'ottavo nome più usato per i bambini nati nei Paesi Bassi nel 2007 e il settimo nelle Fiandre nel 2009. La sua forma femminile, Milena, è entrata nell'uso comune di molti altri paesi, fra i quali anche l'Italia.
Va notato inoltre che coincide con un comune nome hindi, Milan, che deriva dal sanscrito e significa "unificazione", "incontro".

## Onomastico
Il nome è adespota, cioè non è portata da nessun santo, quindi l'onomastico ricade il 1º novembre, ricorrenza di Ognissanti.

## Persone
- Milan Babić, politico serbo
- Milan Baroš, calciatore ceco
- Milan Dedinac, poeta serbo

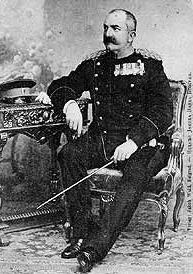
Milan Obrenović IV

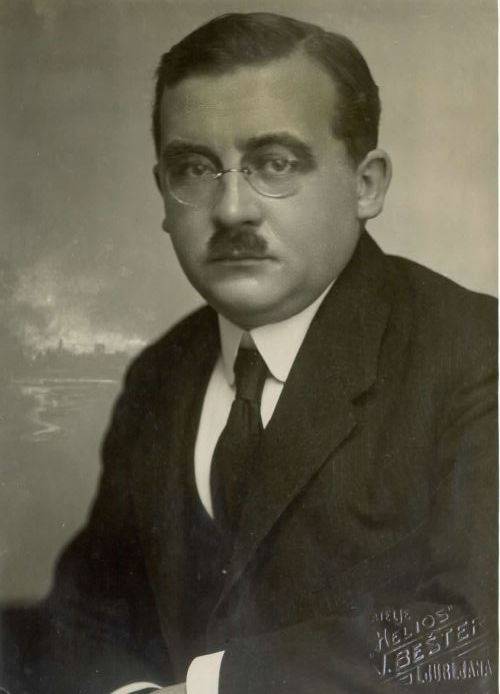
Milan Vidmar

- Milan Hodža, politico e giornalista slovacco
- Milan Horvat, direttore d'orchestra croato
- Milan Kučan, politico sloveno
- Milan Kundera, poeta, saggista e romanziere ceco naturalizzato francese
- Milan Nitrianský, calciatore ceco
- Milan Obrenović II di Serbia, principe di Serbia
- Milan Obrenović IV di Serbia, re di Serbia
- Milan Rúfus, poeta, saggista e scrittore slovacco
- Milan Rastislav Štefánik, politico slovacco
- Milan Škriniar, calciatore slovacco
- Milan Vidmar, scacchista e ingegnere jugoslavo

### Variante Milenko
- Milenko Ačimovič, calciatore sloveno
- Milenko Savović, cestista jugoslavo
- Milenko Tepić, cestista serbo
- Milenko Topić, cestista serbo
- Milenko Vesnić, giurista e politico jugoslavo

### Altre varianti
- Milán Füst, scrittore, drammaturgo, poeta ed esteta ungherese
- Milen Petkov, calciatore bulgaro